# Geraldine McCaughrean
Geraldine McCaughrean (Enfield, Londres, 6 de junho de 1951) é uma escritora de literatura infantojuvenil britânica. 
Em 2005 foi a vencedora de um concurso organizado pelo Great Ormond Street Hospital, que detém os direitos autoriais de Peter Pan, para a sequência oficial de Peter and Wendy, obra de James Matthew Barrie. O livro, titulado Peter Pan in Scarlet, foi publicado em 2006.
Geraldine McCaughrean publicou mais de 130 livros e recebeu várias premiações, entre outros a Carnegie Medal em 1988 para a obra A Pack of Lies.